# Tritantecmes
Tritantecmes (en persa antiguo: Ciçantakhma) (¿- 521 a. C.), fue brevemente rey de Sagartia en el 521 a. C. al rebelarse contra el rey persa aqueménida Darío I.

## Contexto histórico
En marzo del 522 a. C., un mago llamado Gaumata obtuvo el poder en el imperio persa haciéndose pasar por Esmerdis, el hermano del rey Cambises II. Gaumata pudo hacerlo ya que el Esmerdis verdadero había sido secretamente asesinado por orden de su hermano. Inmediatamente Cambises marchó contra el usurpador, pero murió antes de llegar a Persia. El falso Esmerdis pudo así gobernar.
Ótanes, hermano de la madre de Cambises y Esmerdis, fue el primero en sospechar del engaño. Ótanes invitó a Aspatines y Gobrias a tratar el asunto. Juntos decidieron compartir el secreto con otros tres conspiradores: Hidarnes, Intafrenes y Megabizo I. Estaban todos haciendo planes cuando llegó Darío I y se les añadió. Convenció a los otros de que lo mejor era actuar inmediatamente. Así, el 29 de septiembre de 522 a. C., mataron al falso Esmerdis. Darío fue nombrado rey.

## Múltiples rebeliones
Inmediatamente varias provincias se rebelaron. La revuelta más importante fue la de los medos bajo el liderazgo de Fraortes. Esta rebelión fue suprimida en mayo del 521 a. C.
El sagartiano Tritantecmes continuó esta rebelión, reinvidicando, como lo había hecho Fraortes, ser descendiente del antiguo y gran rey medo Ciáxares.
Sin embargo esta rebelión duró poco. Tritantecmes fue derrotado y arrestado por el general de Darío Takmaspada en verano del mismo año. Darío le cortó nariz y orejas, le sacó los ojos y lo crucificó en Arbela, actual Erbil. Como Darío no menciona haberle cortado también la lengua, castigo habitual para los mentirosos, es probable que Tritantecmes hubiera pertenecido de hecho a la casa real meda.
En la inscripción de Behistún se le representa antes de ser mutilado.